# Uwe Becker (Politiker)
Uwe Becker (* 31. Juli 1969 in Bad Homburg vor der Höhe) ist ein deutscher Politiker (CDU). Seit 2025 ist er Präsident des Hessischen Rechnungshofs. Zudem ist er seit 2019 Beauftragter der Hessischen Landesregierung für Jüdisches Leben und den Kampf gegen Antisemitismus. Zuvor war er von 2022 bis 2024 Staatssekretär für Bundes- und Europaangelegenheiten in der Staatskanzlei und von 2024 bis 2025 Staatssekretär im Hessischen Ministerium der Finanzen. Bis 2021 war er Bürgermeister und Kämmerer der Stadt Frankfurt am Main.

## Leben
Uwe Becker wuchs in der ehemals selbstständigen Gemeinde Nieder-Eschbach auf, die seit 1972 ein Stadtteil von Frankfurt am Main ist. Das Abitur absolvierte er an der Frankfurter Ziehenschule. Nach dem Grundwehrdienst lernte er den Beruf des Bankkaufmanns bei der Frankfurter Sparkasse, bei der er dann als Personalreferent bis 2004 tätig war.
Seine politische Laufbahn begann er in der Jungen Union, deren Vorsitzender des Verbands Frankfurt/Nordost er wurde. Im Jahr 1991 wurde Becker Vorsitzender der CDU Nieder-Eschbach und führte den Verband bis 2007. Von 1993 bis 1995 war er Fraktionschef der CDU im Ortsbeirat 15 (Nieder-Eschbach). Er zog 1995 in die Stadtverordnetenversammlung im Frankfurter Römer ein. Von 1999 bis 2001 war er stellvertretender Fraktionsvorsitzender und übernahm 2001 den Vorsitz der CDU-Fraktion. Dann entschied er sich vollends für den hauptberuflichen Wechsel in die Politik und führte neben dem Vorsitz ab 2004 als Geschäftsführer auch das Büro der CDU-Fraktion.
Am 13. Juli 2006 wurde Becker zum hauptamtlichen Stadtrat der Stadt Frankfurt am Main gewählt und war Dezernent für Soziales, Jugend und Sport. Im April 2007 wurde er Stadtkämmerer. Er wurde 2012 nach Ablauf der ersten Amtszeit wiedergewählt. Am 14. Juli 2016 wählte ihn die Frankfurter Stadtverordnetenversammlung zum Bürgermeister von Frankfurt. Die Bereiche Beteiligungs- und Kirchendezernenten kamen zu seinen bisherigen Aufgaben hinzu. Gleichzeitig bekleidete er weiterhin auch das Amt des Stadtkämmerers. Im Jahr 2021 schied er nach seiner Abwahl als Magistratsmitglied aus.
Am 8. April 2019 ernannte ihn die Hessische Landesregierung neben seinen Frankfurter Aufgaben zum Beauftragten für Jüdisches Leben und den Kampf gegen Antisemitismus in Hessen. Am 1. Februar 2022 wurde er als Nachfolger von Mark Weinmeister zum Staatssekretär für Bundes- und Europaangelegenheiten in der Staatskanzlei ernannt. Am 18. Januar 2024 wurde er als Nachfolger von Martin Worms zum Staatssekretär im Hessischen Ministerium der Finanzen ernannt.
Im November 2022 wurde er Kandidat der CDU für die Oberbürgermeisterwahl in Frankfurt am Main 2023 und trat in der Stichwahl gegen Mike Josef (SPD) an. Er unterlag in der Stichwahl. Während des Wahlkampfes stellte Die Partei Strafanzeige gegen Becker. Hintergrund waren seine Wahlplakate, die den Slogan "Ihr Oberbürgermeister" trugen, obwohl er zum Zeitpunkt der Kampagne noch kein amtierender Oberbürgermeister war. Diese Formulierung wurde von den Antragstellern als irreführend kritisiert, da sie suggerierte, Becker hätte bereits das Amt inne.
In der CDU war Uwe Becker von 2012 bis 2017 Kreisvorsitzender der CDU Frankfurt am Main und in der Folgezeit stellvertretender Kreisvorsitzender. Im März 2022 wurde er als Nachfolger von Jan Schneider erneut zum Kreisvorsitzenden gewählt. Er setzte sich dabei gegen Bettina Wiesmann durch. Er ist seit 2006 Landesvorsitzender der Kommunalpolitischen Vereinigung (KPV) Hessen sowie stellvertretender Bundesvorsitzender der KPV der CDU und CSU Deutschlands. Vom Hessischen Städtetag wurde er in das Präsidium aufgenommen. Zudem gehörte er dem Hauptausschuss des Deutschen Städtetages an.
Am 25. Juni 2025 wurde Becker auf Vorschlag der Landesregierung vom Landtag zum Präsidenten des Hessischen Landesrechnungshofes gewählt. Die Opposition aus Grünen, FDP und AfD warf Becker in diesem Zusammenhang eine mögliche Befangenheit vor, da er als Staatssekretär im Hessischen Finanzministerium direkt an der Gestaltung des Haushaltes beteiligt gewesen sei. Becker trat das Amt am 1. Juli 2025 an. Er amtiert zudem weiterhin als Antisemitismusbeauftragter des Landes.
Becker engagiert sich als Präsident der Freunde der Tel Aviv University in Deutschland und als Governor im Board of Governors der Tel Aviv University. Von 2019 bis 2022 war er Präsident der Deutsch-Israelischen Gesellschaft. Er ist stellvertretender Vorsitzender der Deutsch-Israelischen Gesellschaft Frankfurt, Ehrenpräsident der Deutsch-Französischen Gesellschaft in Frankfurt und Präsidiumsmitglied der Deutsch-Amerikanischen Steuben-Schurz-Gesellschaft. Er gehört als Familiare dem Deutschen Orden an und ist Mitglied im Präsidium der Finanzplatzinitiative Frankfurt Main Finance e.V. und Mitglied im Programmbeirat von rheinmaintv.
Ferner gehört Becker u. a. den Kuratorien der Stiftung Praunheimer Werkstätten und der Stiftung Lebenshilfe Frankfurt, dem Vorstand von AKIM Deutschland, dem Freundeskreis der Philosophisch-Theologischen Hochschule Sankt Georgen und dem Großen Konvent der Evangelischen Akademie Frankfurt an und ist aktiv in weiteren sozialen, sportlichen und gesellschaftlichen Vereinen, Stiftungen und Institutionen. Er ist im Vorstand der Walter-Kolb-Stiftung zur Förderung des Zweiten Bildungsweges und der beruflichen wie der allgemeinen Weiterbildung.
Er wohnt in Nieder-Eschbach, ist verheiratet und Vater von Zwillingen. Er ist katholischer Christ.

## Politische Positionen und Kontroversen

### Sicherheit
Becker setzt sich für eine "harte Linie" gegen Kriminalität ein, vor allem im problematischen Bahnhofsviertel Frankfurts. Er favorisiert eine erhöhte Polizeipräsenz, den Einsatz von Überwachungstechnik und die Einrichtung einer Waffenverbotszone, um die öffentliche Ordnung zu stärken.

### Antisemitismusbekämpfung
Becker verfolgt eine entschlossene Politik zur Bekämpfung des Antisemitismus und zur Förderung des jüdischen Lebens in Hessen. Seine Positionen umfassen deutliche Warnungen vor einem wachsenden, israelbezogenen Antisemitismus, insbesondere im Zusammenhang mit aktuellen politischen Entwicklungen im Nahen Osten. Becker verurteilt antisemitische Demonstrationen und Hetze gegen Israel und fordert, solche Veranstaltungen, die zum Hass gegen Israel aufrufen, zu verhindern. Becker warnt vor einer sogenannten „Israelphobie“, die in der Verbreitung von Feindbildern gegenüber Israel zum Ausdruck kommt. Durch die Einrichtung einer erweiterten Geschäftsstelle seines Amts als Antisemitismusbeauftragter will die Landesregierung Hessen die Effektivität im Kampf gegen Antisemitismus weiter stärken, was Becker als wesentlichen Schritt begrüßt.
Im Mai 2025 äußerte Becker in einem Meinungsbeitrag in der Jüdischen Allgemeinen die Ansicht, dass israelbezogener Antisemitismus eine „Vernichtungsideologie“ darstelle und der Völkermord-, Apartheid- oder Kolonialismusvorwurf gegenüber dem israelischen Staat diesem und seinen Bürgern das Existenzrecht abspreche.

### Gaza-Krieg
Als hessischer Antisemitismusbeauftragter forderte Becker nach dem Beginn des Kriegs in Israel und Gaza 2023 die Auflösung des UN-Hilfswerks für Palästina-Flüchtlinge (UNRWA), das er beschuldigte, antiisraelischen Hass zu fördern und enge Verbindungen zur Hamas zu haben. Seiner Meinung nach stehe UNRWA einer friedlichen Lösung zwischen Israelis und Palästinensern im Weg. Er argumentierte, dass die humanitären Aufgaben stattdessen auf das allgemeine Flüchtlingshilfswerk UNHCR übertragen werden sollte.
Zusätzlich verlangte Becker, dass die Leugnung des Terrorangriffs der Hamas auf Israel am 7. Oktober 2023 in Deutschland strafrechtlich verfolgt werden sollte, ähnlich wie die Leugnung des Holocaust. Er kritisierte dabei besonders diejenigen, die die Taten der Hamas als Widerstandsakte darstellen würden. Becker bezeichnete diese Angriffe als den schwerwiegendsten Massenmord an Juden seit der Shoah und forderte mehr Schutz für die Erinnerung an die Opfer.
Becker stieß auf Kontroversen, als er im September 2024 im Rahmen einer Feier im Shalom Makkabi, dem Vereinslokal des Sportvereins TuS Makkabi Frankfurt, israelische IDF-Soldaten ehrte, die im Gazakonflikt gedient hatten. Becker teilte Bilder davon in sozialen Medien, die später gelöscht wurden. Die Soldaten erhielten eine Trophäe, die das Gebiet Israels und der besetzten palästinensischen Gebiete symbolisierte, was in der Darstellung auf der Trophäe als Großisrael gedeutet wurde. Kritiker sahen darin eine Verherrlichung von Kriegsverbrechen, da der Gazakonflikt international umstritten und heftig kritisiert wird, insbesondere in Bezug auf die Behandlung der palästinensischen Bevölkerung. Organisationen wie die Jüdische Stimme für gerechten Frieden in Nahost äußerten sich empört und warfen Becker vor, durch die Ehrung israelischer Soldaten indirekt Genozid und Besatzung zu unterstützen. Auch andere Aktivisten und politische Gruppen äußerten ihre Bedenken darüber, dass ein deutscher Staatsbeamter diese Ehrung öffentlich unterstützte und dadurch eine als unkritisch betrachtete Haltung zum Konflikt vermittelte.